# Карната
Карната (итал. Carnate) је насеље у Италији у округу Монца и Бријанца, региону Ломбардија.
Према процени из 2011. у насељу је живело 7164 становника. Насеље се налази на надморској висини од 236 м.

## Становништво
| 1936. | 1951. | 1961. | 1971. | 1981. | 1991. | 2001. | 2011. |
| ----- | ----- | ----- | ----- | ----- | ----- | ----- | ----- |
| 2.025 | 2.257 | 2.702 | 4.841 | 5.876 | 6.951 | 7.335 | 7.177 |